# Lejlighed til leje
Lejlighed til leje er en dansk film fra 1949. En filmkomedie om hvad bolignød kan udarte til.
- Manuskript Mogens Fønss.
- Instruktion Emanuel Gregers.

Blandt de medvirkende kan nævnes:
- Ib Schønberg
- Lis Løwert
- Bjørn Watt Boolsen
- Knud Rex
- Helga Frier
- Henry Nielsen
- Buster Larsen
- Betty Helsengreen
- Alex Suhr